# Asmaa Boujibar
Asmaa Boujibar (Casablanca, 1984) es una geofísica marroquí y la primera mujer de Marruecos en formar parte de la NASA.

## Biografía
Asmaa Boujibar fue a la escuela en Marruecos y continuó sus estudios en Francia. Después de obtener su bachillerato científico en el Liceo Lyautey de Casablanca, en 2004, efectuó una licenciatura en Ciencias de la Tierra en la Universidad de Rennes 1. En 2010, obtuvo un máster sobre Los magmas y los volcanes en la Universidad Blas Pascal de Clermont-Ferrand. En la misma universidad prosiguió sus estudios y obtuvo un doctorado en petrología en 2014.
En 2014 se presentó a Agencia Espacial Estadounidense (NASA) y fue seleccionada entre un centenar de candidatos como investigadora posdoctoral, en el Centro Espacial Lyndon B. Johnson de Houston, en Texas. Se convirtió en la primera mujer marroquí en integrar la NASA. Estudió las condiciones de formación del planeta Mercurio. En 2016 recibió el título de caballero de la cuarta clase Wissam Al Moukafa Al Wathania concedido por el rey de Marruecos Mohamed VI con motivo del 16.º aniversario de su llegada al trono. Ese mismo año, se incorporó como investigadora en el Instituto Carnegie de Washington D. C. y centró sus investigaciones en la formación del núcleo del planeta Marte. En 2017 participó en la campaña #DreamBigPrincess, una campaña fotográfica de Disney con mujeres inspiradoras de todo el mundo, cuyos fondos recaudados se destinaron al programa Girl Up de la Fundación de las Naciones Unidas.

## Investigación
En 2009, en el marco de su Máster 1, realizó una pasantía en el laboratorio de Geociencias de la Universidad de La Reunión, donde estudió la comparación de las rocas "pintadas" del Pitón de las Nieves y del Pitón de la Fournaise.
En 2010, en la Universidad Blaise-Pascal de Clermont Ferrand, realizó unas prácticas de investigación en el Laboratorio de magmas y volcanes. Su tesis trató sobre el estudio del equilibrio físico-químico entre el manto y el núcleo en el contexto de formación de los planetas terrestres. Ese mismo año, efectuó una pasantía de investigación en el Institute for Study of the Earth's interior, en Okayama, Japón.
En 2014 en la Universidad Blaise-Pascal realizó su tesis de investigación sobre el estudio de los equilibrios químicos en el contexto de acreción y de la diferenciación de los planetas terrestres.
Como investigadora del Instituto Carnegie de Washington D. C. es reconocida por sus investigaciones sobre la diferenciación de los planetas, y es especialmente conocida en la comunidad científica por sus descubrimientos sobre la formación y la composición de la Tierra.
Boujibar es autora de varios artículos en revistas científicos en tales que Earth and Planetary Ciencia Letters, Nature Communications y Physics and Chemistry of Minerals.